# Villebéon
Villebéon är en kommun i departementet Seine-et-Marne i regionen Île-de-France i norra Frankrike. Kommunen ligger i arrondissementet Fontainebleau. År 2022 hade Villebéon 464 invånare.

## Befolkningsutveckling
Antalet invånare i kommunen Villebéon
| Referens: INSEE |